# Шаливуа-Милон
Шаливуа́-Мило́н (фр. Chalivoy-Milon) — коммуна во Франции, находится в регионе Центр. Департамент — Шер. Входит в состав кантона Дён-сюр-Орон. Округ коммуны — Сент-Аман-Монтрон.
Код INSEE коммуны — 18045.
Коммуна расположена приблизительно в 230 км к югу от Парижа, в 135 км юго-восточнее Орлеана, в 35 км к юго-востоку от Буржа.

## Население
Население коммуны на 2008 год составляло 424 человека.
| 1962 | 1968 | 1975 | 1982 | 1990 | 1999 | 2008 |
| ---- | ---- | ---- | ---- | ---- | ---- | ---- |
| 412  | 471  | 520  | 504  | 481  | 461  | 424  |

## Администрация
| Период | Период | Фамилия       | Партия                              | Примечания |
| ------ | ------ | ------------- | ----------------------------------- | ---------- |
| 2001   | 2007   | Патрик Делюзе | Французская коммунистическая партия |            |
| 2008   | 2014   | Пьер Тигуле   |                                     |            |

## Экономика
В 2007 году среди 266 человек в трудоспособном возрасте (15-64 лет) 176 были экономически активными, 90 — неактивными (показатель активности — 66,2 %, в 1999 году было 62,5 %). Из 176 активных работали 154 человека (86 мужчин и 68 женщин), безработных было 22 (10 мужчин и 12 женщин). Среди 90 неактивных 12 человек были учениками или студентами, 39 — пенсионерами, 39 были неактивными по другим причинам.

## Достопримечательности
- Церковь Сен-Мартен[фр.] (XII век). Исторический памятник с 1911 года[3]
- Замок Иссертьё. Первые упоминания относятся к IX веку, стены и все башни датируются XIV веком.

## Фотогалерея

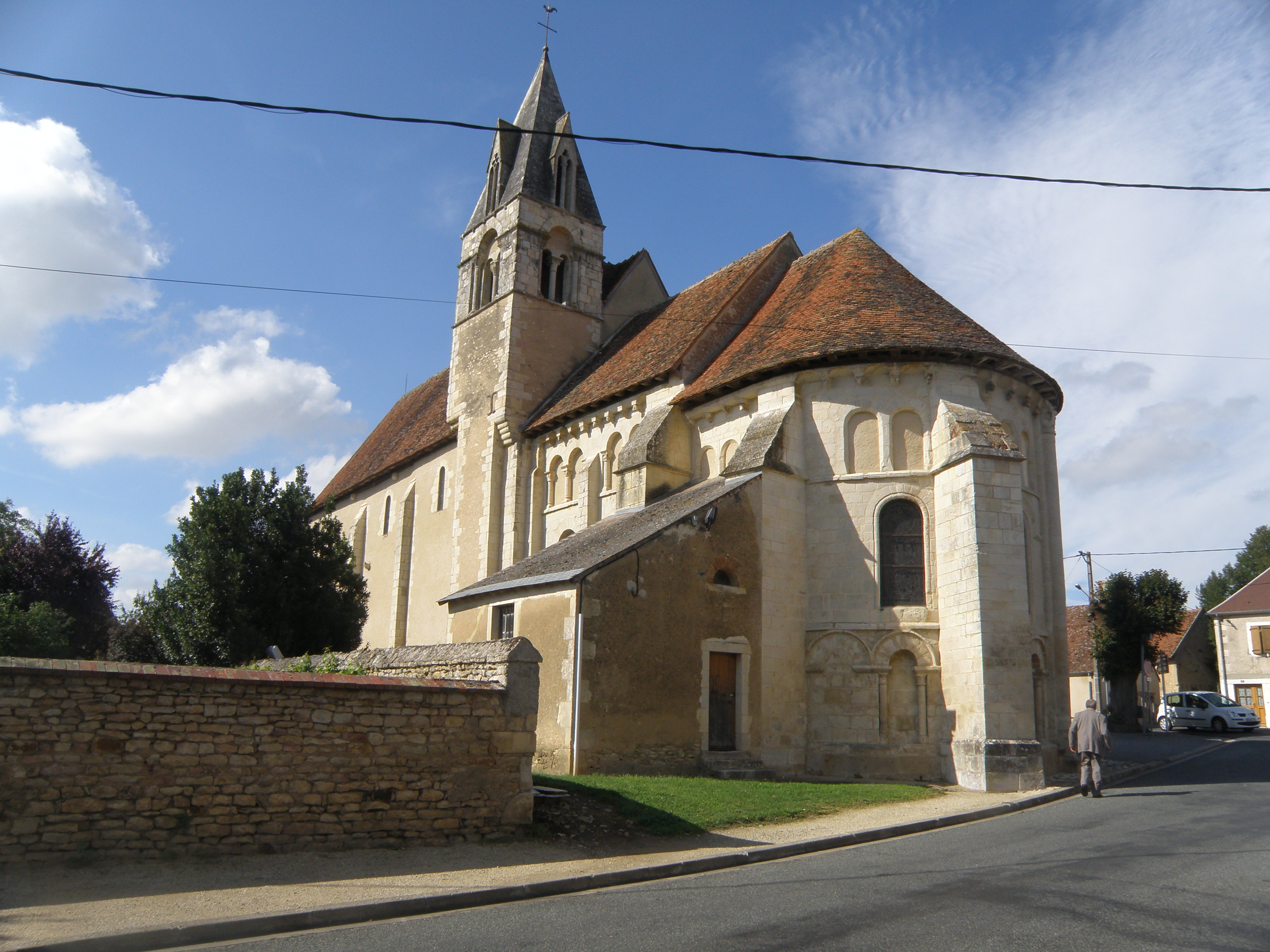
Церковь Сен-Мартен
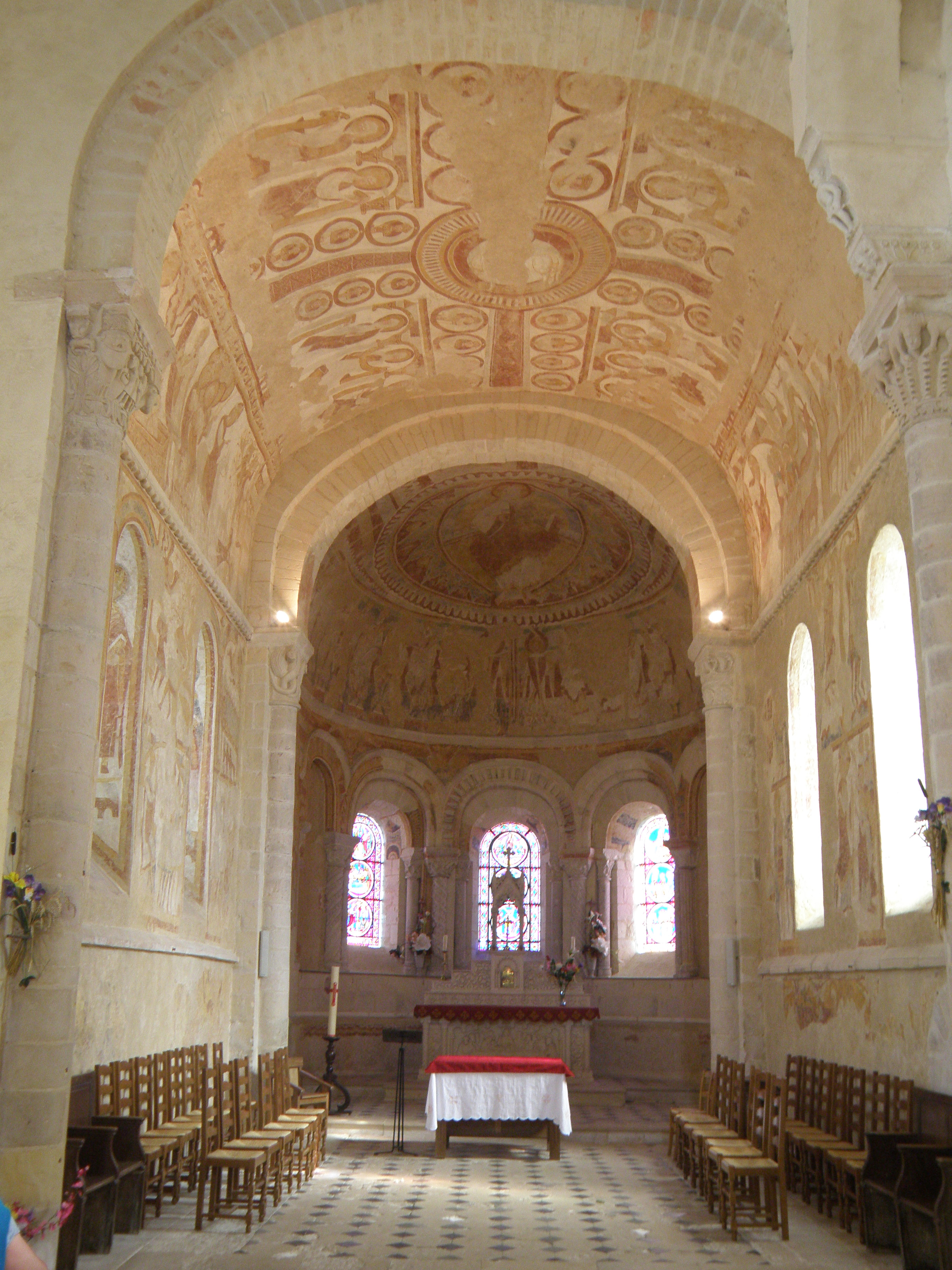
Интерьер церкви Сен-Мартен
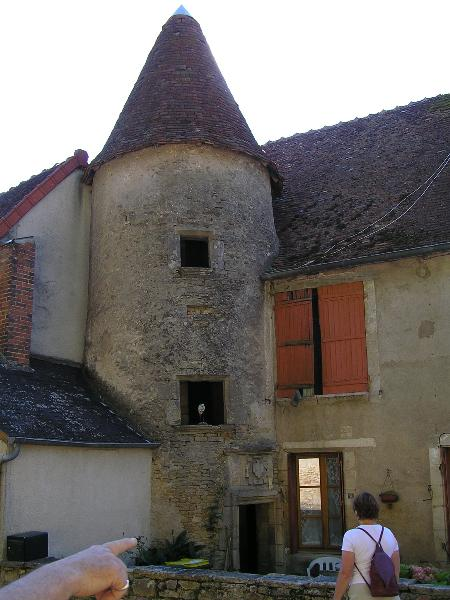
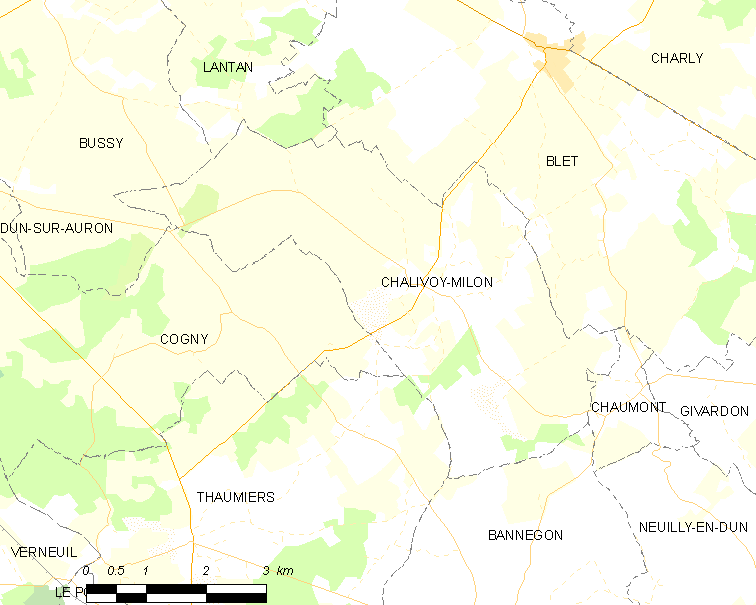
Карта коммуны